# Chiesa dei Santi Gervasio e Protasio (Budrio)
La chiesa dei Santi Gervasio e Protasio, anche nota come pieve di Budrio, è la parrocchiale e principale luogo di culto di Pieve, frazione di Budrio nella città metropolitana di Bologna. Appartiene al vicariato di Budrio-Castel San Pietro Terme dell'arcidiocesi di Bologna e la sua storia inizia nel V secolo.

## Storia
La pieve di Budrio ha origini antichissime e la sua erezione, iniziata nel 401, è legata ad una visita pastorale del vescovo Felice durante la quale fu ordinata la sua costruzione., con quella precisa dedicazione.
Da studi successivi è emersa l'ipotesi che tale episodio sia più legato a tradizione popolare che a fatti storici, e la costruzione potrebbe quindi essere stata realizzata tre o quattro secoli più tardi, ma comunque entro il IX secolo. Rimane documentata la presenza sul territorio di longobardi che avrebbero dato alle fiamme un luogo di culto preesistente e che quindi un nuovo edificio fu eretto nel 903. La struttura dell'antica pieve fu romanica, e tale stile architettonico fu anche quello della torre campanaria, che venne eretta circa due secoli più tardi. Anche nel caso del campanile alcuni studi ne datano la sua costruzione solo molto più tardi, nel XVI secolo.
Tra il XVII e il XVIII secolo, in seguito alle disposizioni del concilio ecumenico di Trento, l'aula venne parzialmente ricostruita e poi anche ampliata. La costruzione del portico anteriore risale al 1700 e fu solo nel XIX secolo che nuovi lavori vennero realizzati per far fronte ai danni dovuti al degrado, e tali interventi riguardarono in particolare la canonica e le navate laterali con le loro cappelle.
La pieve fu ristrutturata durante il primo dopoguerra del XX secolo e, col terremoto dell'Emilia del 2012, subi gravi danni di entità limitata che non ne imposero la chiusura.

## Descrizione

### Esterno
La chiesa si presenta con un impianto basilicale e col prospetto principale preceduto da un portico monumentale con tre grandi arcate a tutto sesto e due parti laterali architravate rette da pilastri a base quadrata. La facciata, che è quindi parzialmente coperta, risulta tripartita 
e anticipa la struttura interna. Il grande portale di accesso è incorniciato ed architravato. La torre campanaria, di impianto solido e tozzo, rispetta lo stile romanico e alza alla sinistra della chiesa, in posizione arretrata.

### Interno
La sala interna è ampia, suddivisa in tre navate e con pavimentazione alla veneziana.
Nella controfaccia è collocata la cantoria con l'organo a canne. La copertura delle navate è a botte o con grandi archi a tutto sesto e nelle navate laterali sono ospitate le cappelle dove stanno i confessionali. Attraverso l'arco santo si accede al presbiterio che è leggermente rialzato. La pala d'altare è di struttura preconciliare e l'abside è arricchita dall'artistico coro in legno lavorato. Varie decorazioni sono opera di Gaetano Gandolfi.
Estremamente importate per datarne la sua origine medievale è la presenza di varie epigrafi romane e longobarde risalenti sino al V secolo e quanto è stato rinvenuto sotto la pavimentazione della sala che riporta all'antico edificio sul quale è stata realizzata l'opera settecentesca. Pure il fonte battesimale è un capitello di epoca tardo-romana riadattato allo scopo.